# Karole Armitage
Pour les articles homonymes, voir Armitage.
Karole Armitage, née le 3 mars 1954 à Madison, Wisconsin, est une danseuse et chorégraphe américaine.

## Biographie
Après des études de danse classique, elle vient en Europe danser le répertoire de Balanchine au Grand Théâtre de Genève. Retournée aux États-Unis en 1973, elle bénéficie de l'enseignement de Merce Cunningham qui l'engage dans sa compagnie,,.
Elle commence à créer ses propres chorégraphies en 1978, réalise des performances dans des lofts de SoHo, se passionne pour la musique rock et punk, et fonde sa compagnie deux ans plus tard à New York, avec un groupe de danseurs et quelques musiciens. Elle crée des chorégraphies, dont Vertige en 1980 et Drastic Classicism en 1981, sur les riffs de guitare de Rhys Chatham. Elle est vite sollicitée par des compagnies américaines et européennes, l'American Ballet Theatre, l'Opéra de Paris, l'Opéra de Lyon, Les Ballets de Monte-Carlo, le Royal Festival Hall de Londres, etc., pour d'autres créations,. Elle réalise également des chorégraphies de clips vidéo de Madonna (Vogue, 1991) et de Michael Jackson (In the Closet, 1992). Elle dirige le Théâtre Communal de Florence de 1996 à 1998, revient à New York,, découvre le rap, puis devient chorégraphe associée au Ballet de Lorraine à Nancy, de 2000 à 2005,. Elle est ensuite de nouveau de retour aux États-Unis et remet en place une compagnie, Armitage Gone ! Dance.